# Hanno Bachmann
Hanno Bachmann (* 16. August 1967 in München) ist ein deutscher Politiker (AfD).

## Leben
Bachmann studierte Jura an der Ludwig-Maximilians-Universität in seiner Geburtsstadt München. Anschließend absolvierte er ein LL.M.-Studium an der London School of Economics and Political Science. Sein juristisches Referendariat absolvierte er beim Freistaat Bayern. Bachmann war als Jurist bei der Bankenaufsicht und der Deutschen Bundesbank tätig.

## Politik
Bei der Wahl zum Abgeordnetenhaus von Berlin 2016 wurde er über die Landesliste ins Abgeordnetenhaus gewählt. Bachmann ist Vorsitzender des „Fachausschuss Integration“ des Berliner AfD-Landesverband, oder „Fachausschuss Zuwanderung und Integration“ genannt. Bei der Abgeordnetenhauswahl 2021 verfehlte er den Wiedereinzug ins Parlament.